# Antonio Candido
Antonio Candido de Mello e Souza (Rio de Janeiro, 24 giugno 1918 – San Paolo, 12 maggio 2017) è stato un poeta, saggista e critico letterario brasiliano, quarto brasiliano a vincere il Premio Camões nel 1998.
João Cabral de Melo Neto l'aveva definito " una delle più brillanti menti di lingua portoghese "

## Biografia
Fu professore di Letteratura brasiliana presso l'Università di San Paolo dal 1942 e presso l'UNESP (Universidade Estadual Paulista Júlio de Mesquita Filho) dal 1958. Impegnato in politica sin da giovane, fu più volte candidato dal PSB (Partido Socialista Brasileiro), per poi contribuire alla fondazione del Partido dos Trabalhadores: divenne un grande sostenitore di Lula, sebbene precisasse di considerarsi sempre socialista. 
Morì quasi centenario nel 2017, per le complicazioni di un'ernia iatale inoperabile.

## Vita privata
Fu sposato con Gilda de Mello e Souza, docente universitaria di Estetica, che lo lasciò vedovo nel 2005. La coppia ebbe tre figlie.

## Opere
- Introdução ao Método Crítico de Sílvio Romero, 1945
- Formação da Literatura Brasileira - Momentos Decisivos 1957
- Ficção e Confissão, 1956
- O Observador Literário, 1959
- Presença da Literatura Brasileira, 1964 (in collaborazione con J. Aderaldo Castello)
- Tese e Antitese, 1964
- Parceiros do Rio Bonito, 1964
- Formação da Literatura Brasileira, 1975
- A Educação pela Noite e Outros Ensaios, 1987
- O Discurso e a Cidade, 1993